# Echium tuberculatum
Echium tuberculatum là loài thực vật có hoa trong họ Mồ hôi. Loài này được Hoffmanns. & Link mô tả khoa học đầu tiên năm 1811.